# Perry Barr
Perry Barr är en stadsdel i Birmingham, i distriktet Birmingham, i grevskapet West Midlands, i England. Ward hade 20 609 invånare år 2021. Perry Barr var en civil parish från 1894 till 1930 då den blev en del av Birmingham. Civil parish hade 2 700 invånare år 1921. Perry Barr var ett distrikt från 1894 till 1928.